# Ourapteryx major
Ourapteryx major là một loài bướm đêm trong họ Geometridae.